# Renacimiento céltico

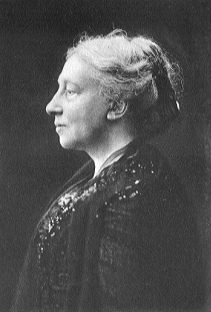
Lady Gregory.

El Renacimiento Céltico (Celtic Revival, en inglés; también conocido como Irish Literary Revival ("Renacimiento literario irlandés"), tiene su origen en un grupo de autores que impulsaron una nueva apreciación de la literatura y la poesía en gaélico a finales del siglo XIX y principios del siglo XX. Entre otros, destacan los siguientes: Lady Gregory, Samuel Ferguson, Standish Halles O'Grady, Douglas Hyde, Thomas McDonagh, Aubrey de Vere, Percy French, George William Russell, Oliver St. John Gogarty, Padraic Colum, Edward Martyn, Edward Plunkett (Lord Dunsany) y William Butler Yeats. Estos autores tradujeron del gaélico cuentos, historias, epopeyas y leyendas, escribieron poemas y obras teatrales referidas al pasado mítico irlandés y les dieron un nuevo impulso; se fomentó asimismo la enseñanza de la lengua, todo lo cual sirvió para recordar a los irlandeses un pasado, una historia y una literatura de los cuales enorgullecerse. El político y lingüista Douglas Hyde fundó la Liga Gaélica, cuyo objetivo fundamental era la restauración de la lengua y cultura vernáculas.

## Historia
El Renacimiento Céltico estimuló la creación de obras inspiradas en la cultura tradicional irlandesa, diferenciándola estrictamente de la inglesa. Esto fue debido, en parte, a la necesidad política de una identidad propia irlandesa. El espíritu de rebelión se suscitó a partir de la invocación del pasado histórico de Irlanda, de sus mitos, leyendas y folclore. Supuso, por otra parte, un intento de revitalizar los antiguos ritmos y músicas gaélicos irlandeses. Figuras tan importantes como William Butler Yeats, John Millington Synge y Sean O'Casey escribieron muchas obras y artículos periodísticos de contenido fuertemente nacionalista acerca del Estado de Irlanda, lo que se relacionó con otro gran símbolo del renacimiento literario, el Abbey Theatre, que acogió a muchos nuevos escritores y dramaturgos irlandeses de la época.
El Renacimiento Céltico fue un movimiento internacional. El diseñador irlandés-norteamericano Thomas Augustus "Gus" O’Shaughnessy hizo un gran esfuerzo para conectar su arte con sus raíces irlandesas. Louis Sullivan, afamado arquitecto de Chicago, incorporó muchos elementos fuertemente inspirados en la arquitectura irlandesa para la ornamentación de sus edificios. El padre de Sullivan fue un músico folclorista irlandés, por lo que ambos mostraron que debían más a sus genes irlandeses que a su educación oficial estadounidense. Formado en el arte de la vidriera y el Art Nouveau, O’Shaughnessy diseñó una serie de molduras para ventanas y patrones interiores para la iglesia Old Saint Patrick’s Church de Chicago, proyecto iniciado en 1912.
El término renacimiento céltico se aplica también a veces al movimiento desarrollado en la zona de Cornualles, suroeste de Inglaterra, a principios del siglo XX. Este movimiento se caracterizó por un creciente interés en el dialecto de la zona (Cornish language, o córnico), iniciado por Henry Jenner y Robert Morton Nance en 1904. La Federation of Old Cornwall Societies se formó en 1924 para "mantener el espíritu céltico propio de Cornualles". Fue seguido por la organización nacionalista Gorseth Kernow en 1928, y la formación del partido político Mebyon Kernow en 1951.